# Vertical
Vertical vodka je jako alkoholno piće koje se proizvodi u Francuskoj u destileriji Chartreuse Diffusion. Ova votka se radi od pšenice, četverostrukom destilacijom, prve dvije destilacije se rade u posudama od nerđajućeg čelika, a druge dvije u posudama od bakra. Tim postupkom ova vodka dobiva svoj specifičan okus po kojem je poznata među poznavaocima vodke. Sadržaj alkohola ove vodke je 40%.